# متلازمة باتو
متلازمة باتو (بالإنجليزية: Patau Syndrome) ويسمى أيضا بتثلث الصبغي 13 هو خلل في انقسام الخلية عند تكوين البويضة أو الحيوان المنوي ادى إلى زيادة في العدد الإجمالي للكروموسومات - تكون الزيادة في عدد كروموسومات 13,من نسختين إلى 3 نسخ. نسبة حدوثها حالة لكل 20000 ولادة.

## الأسباب
تنجم متلازمة باتو عن تثلث الصبغي 13، ما يعني امتلاك كل خلية في الجسم لثلاث نسخ من الكروموسوم 13 عوضًا عن اثنتين. تحدث نسبة ضئيلة من الحالات عند امتلاك بعض خلايا الجسم فقط لنسخة إضافية من الكروموسوم؛ يُطلق علم مثل هذه الحالات اسم تثلث الصبغي 13 الفسيفسائي.
قد تحدث متلازمة باتو عند التصاق جزء من الكروموسوم 13 بكروموسوم آخر (الانتقال الكروموسومي) قبل التخصيب أو خلاله في حالات الإزفاء الروبرتسوني. يمتلك الأشخاص المصابون نسختين من الكروموسوم 13، بالإضافة إلى مادة زائدة من الكروموسوم 13 ملتصقة بكروموسوم آخر. في حالة الانتقال، يطور المصاب حالة تثلث صبغي جزئي للكروموسوم 13 وغالبًا ما تختلف العلامات الجسمية للمتلازمة عن تلك الملحوظة في متلازمة باتو النموذجية.
تُعتبر غالبية حالات متلازمة باتو غير وراثية، إذ تحدث بشكل عشوائي خلال تشكل الخلايا التكاثرية (البويضة والنطفة). قد يؤدي الخطأ في انقسام الخلايا الذي يُطلق عليه اسم عدم الانفصال إلى عدد شاذ من الكروموسومات في الخلايا التكاثرية. على سبيل المثال، قد تمتلك بويضة ما أو نطفة ما نسخة زائدة من الكروموسوم. في حال مشاركة هذه الخلايا التكاثرية غير النموذجية في التركيب الجيني للطفل، يتسبب هذا في امتلاك الطفل نسخة زائدة من الكروموسوم 13 في جميع خلايا الجسم. تُعتبر متلازمة باتو الفسيفسائية غير وراثية بدورها. تحدث هذه المتلازمة نتيجة خطأ عشوائي خلال انقسام الخلايا في مرحلة مبكرة من التطور الجنيني.
يمكن انتقال متلازمة باتو بالوراثة نتيجة الانتقال الكروموسومي. قد يحمل الشخص غير المصاب إعادة ترتيب للمادة الوراثية بين الكروموسوم 13 وكروموسوم آخر. يُطلق على إعادة الترتيب هذه اسم الانتقال المتوازن نتيجة عدم وجود مادة زائدة من الكروموسوم 13. على الرغم من غياب علامات متلازمة باتو لدى هؤلاء الأشخاص الحاملين لهذا النوع من الانتقال المتوازن، يرتفع خطر إصابة أطفالهم بهذه الحالة. 

## الأعراض
-صغر حجم الرأس.
- صغر حجم العينين.
- عيوب في صيوان الأذن مع أنخفاضه
- شق الشفة والحنك.
- زيادة عدد الأصابع والتصاقها.
- تراكب الأصابع فوق بعضها.
- تكور باطن القدم.
- عدم نزول الخصيتين،
- نسبة الإجهاض لهذه الحالة عالية.
- نسبة الوفيات المبكرة عالية جداً ونادراً ما يعيش الطفل أكثر من ستة أشهر من العمر.
-تخلف فكري شديد.
- عيوب في فروة الرأس
- صغر حجم العين.
-أصابع الأقدام والأيدي الإضافية.
-القدم المهزة .
- عيوب خلقية في الجهاز التنفسي والجهاز الهضمي.
- عيوب خلقية في القلب.
- فتق.

## العلاج
لا يوجد علاج للحالة - لوجود العيوب في الكروموسومات، ولكن التشوهات الجسمية يمكن أن تعالج بالجراحة
واما عن النطق والحركة فيتم عن طريق العلاج الطبيعي، والعلاج الوظيفي.للأسف معظم الحالات تشهد وفاة مبكرة ونادرا ما يعيش الطفل المصاب لعمر الرشد.